# Молодых, Павел Петрович
Павел Петрович Молодых (1915—1997) — подполковник Советской Армии, участник Великой Отечественной войны, Герой Советского Союза (1945).

## Биография

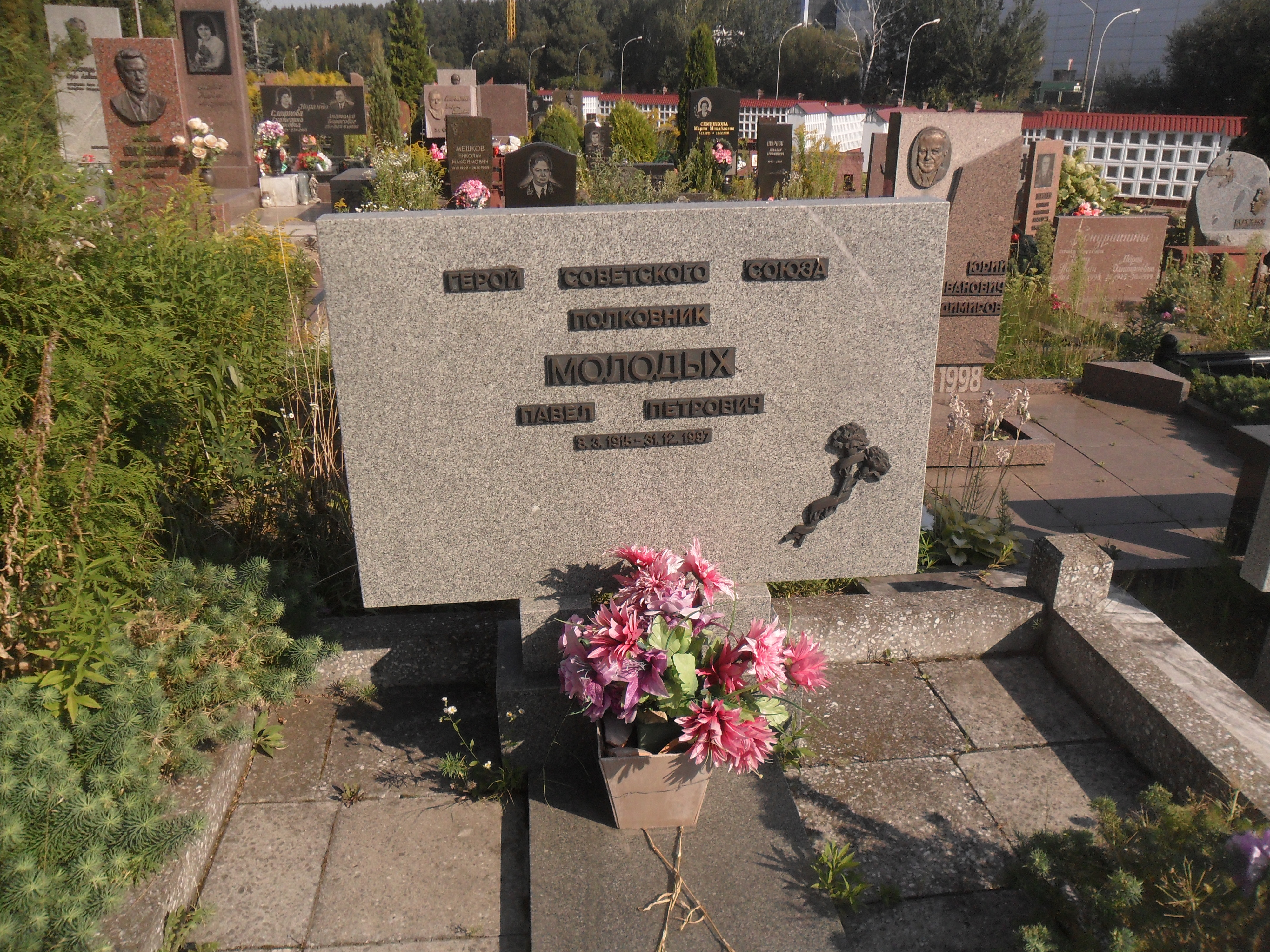
Могила Молодых на Восточном кладбище Минска.

Павел Молодых родился 8 марта 1915 года в селе Усть-Ламенка (ныне — Голышмановский район Тюменской области). После окончания неполной средней школы работал в газете. В 1936 году окончил Тюменскую совпартшколу. В 1937—1940 годах проходил службу в Рабоче-крестьянской Красной Армии. В 1941 году Молодых повторно был призван в армию. С сентября того же года — на фронтах Великой Отечественной войны. В 1942 году Молодых окончил курсы усовершенствования политсостава.
К июлю 1944 года гвардии капитан Павел Молодых был заместителем по политчасти командира батальона 167-го гвардейского стрелкового полка 1-й гвардейской стрелковой дивизии 11-й гвардейской армии 3-го Белорусского фронта. Отличился во время освобождения Литовской ССР. 14 июля 1944 года батальон Молодых переправился через Неман в районе Алитуса и принял активное участие в боях за захват и удержание плацдарма на его западном берегу. 15 июля 1944 года Молодых участвовал в отражении немецкой танковой контратаки. Под его руководством артиллеристы уничтожили 6 вражеских танков, отбив эту контратаку.
Указом Президиума Верховного Совета СССР от 24 марта 1945 года за «мужество и отвагу, проявленные при форсировании реки Неман, захвате и удержании плацдарма на западном берегу реки» гвардии капитан Павел Молодых был удостоен высокого звания Героя Советского Союза с вручением ордена Ленина и медали «Золотая Звезда».
После окончания войны Молодых продолжил службу в Советской Армии. В 1958 году в звании подполковника он был уволен в запас. Проживал и работал в Минске. Скончался 31 декабря 1997 года, похоронен на Восточном кладбище Минска.
Был также награждён орденами Отечественной войны 1-й и 2-й степени, двумя орденами Красной Звезды и рядом медалей.